# Zelí

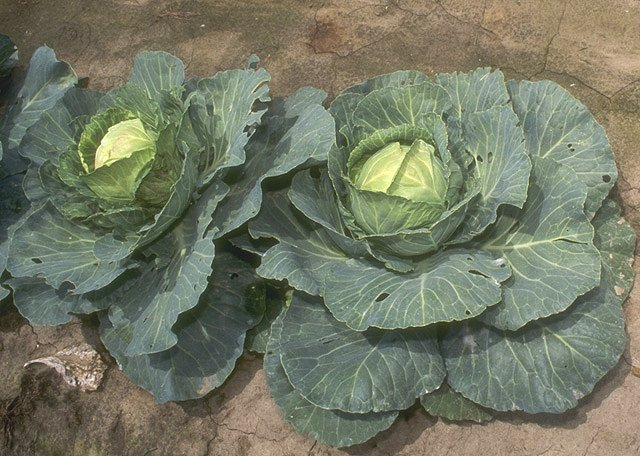
Bílé hlávkové zelí

Zelí je označení pro tři druhy košťálové zeleniny, všechny jsou pak z rodu brukev. Jsou to dvouleté byliny, jejichž listy jsou uspořádány v hlávky, které se konzumují. Slovensky, polsky a rusky se zelí řekne kapusta (капуста), což je v češtině název pro jinou zeleninu.

## Druhy zelí
- Hlávkové zelí je rostlina vyšlechtěná z brukve zelné, podobně jako hlávková kapusta, kedluben nebo květák. Velikost a tvar hlávky záleží na odrůdě, ale obvykle je velká a kulatá.

- Pekingské zelí (Brassica campestris var. Pekinensis) je rostlina, která se v obchodech prodává pod nesprávným názvem čínské zelí. Tvoří protáhlé, 30–60 cm dlouhé světle zelené hlávky. Nejvíce se skutečně pěstuje okolo Pekingu, kde je nazýváno pe-tsai.

- Čínské zelí (Brassica chinensis, syn. Brassica napus var. chinensis) Pak Choi, ve své domovině nazývané pak-soi, netvoří hlávky, 20–40 cm dlouhé tužší listy jsou uspořádány volně.

## Možnosti úprav
- Kysané zelí
- Kimčchi